# غار تمتمان
غار تمتمان یا تمتمه یک اثر طبیعی در حدود ۱۸ کیلومتری جنوب غربی شهر ارومیه در کوهی با همین نام در غرب دریاچه ارومیه قرار دارد که در سال ۱۹۴۹ میلادی توسط پروفسور کارلتون لتون استنلی کون مورد بررسی قرار گرفت. کمیسیون ملی یونسکو در ایران بعد از بررسی نتیجه تحقیقات دانشمندان آمریکایی در گزارش خود آبان ۱۳۳۶ اعلام کرد، ابزارآلات انسان دوره 'لوا لوازین' که در حدود ۳۵ هزار سال پیش از میلاد در منطقه آذربایجان زندگی می‌کرد، از غار تمتمان به دست آمده است.
این غار با قدمتی بیش از ۴۰ هزار سال قدیمی‌ترین مستندات در زمینهٔ سکونت انسان در آذربایجان غربی است و سکونت انسان را در دورهٔ پارینه‌سنگی در این منطقه تأیید می‌کند.
طول این غار ۳۵٫۳۰ و عرض آن ۱۶٫۹۰ متر است و در بخش داخلی غار دو حفره وجود دارد. حفره سمت راست به عمق ۴ و عرض ۵٫۵ متر و حفره درازتر سمت چپ به عمق ۲۸ و عرض میانگین ۵ متر است.
غار تمتمان در تاریخ ۱۳۸۴/۱۱/۰۹ با شماره ۱۴۲۹۹ در فهرست آثار ملی ایران به ثبت رسید.